# Капібара велика
Капіба́ра, капіба́ра вели́ка або водосви́нка звичайна (Hydrochoeris hydrochaeris) — напівводний травоїдний гризун родини кавієвих, найбільший за розміром серед усіх сучасних гризунів. Цей вид живе в Південній Америці від низовини Оріноко до затоки Ріо-де-ла-Плата, в саванах і густих лісах, біля водойм. Іноді вирощується як одомашнена тварина заради м'яса та шкіри. Це дуже соціальний вид, живе групами до 100 особин. На капібару полюють заради м'яса та шкіри, а також заради жиру з товстої жирної шкіри.

## Назва
Назва тварини бере початок від слова ka'apiûara, що мертвою мовою тупі (спорідненій мові індіанців гуарані) буквально означає «поїдач тонкої трави» ('kaá («трава») + píi («тонкий») + ú («є») + ara (суфікс, аналогічний українському суфіксу -ач)). У найближчій до оригіналу формі capivara вона увійшла до португальської мови й широко вживається в Бразилії. Уже у формі capibara через іспанську слово увійшло в англійську, українську, японську та низку інших мов. В іспаномовних країнах Латинської Америки також у вжитку й інші назви, які походять із мов місцевих індіанців: carpincho (Аргентина, Перу та ін.), chigüiro (Венесуела, Колумбія), jochi (Болівія), ñeque (Колумбія) та ін.).
Наукова назва (як родова, так і видова) Hydrochoerus hydrochaeris перекладається як водяна свиня (дав.-гр. ὕδωρ — «вода» + χοῖρος — «свиня»), калька з якої послужила основою як для альтернативного українського найменування цієї тварини — «водосвинка», — так і назв її китайською (水豚), угорською (Vízidisznó), ісландською (Flóðsvín) та деякими іншими мовами, а також для варіантів, вживаних в Аргентині («chancho de agua» і «puerco de agua»)

## Опис

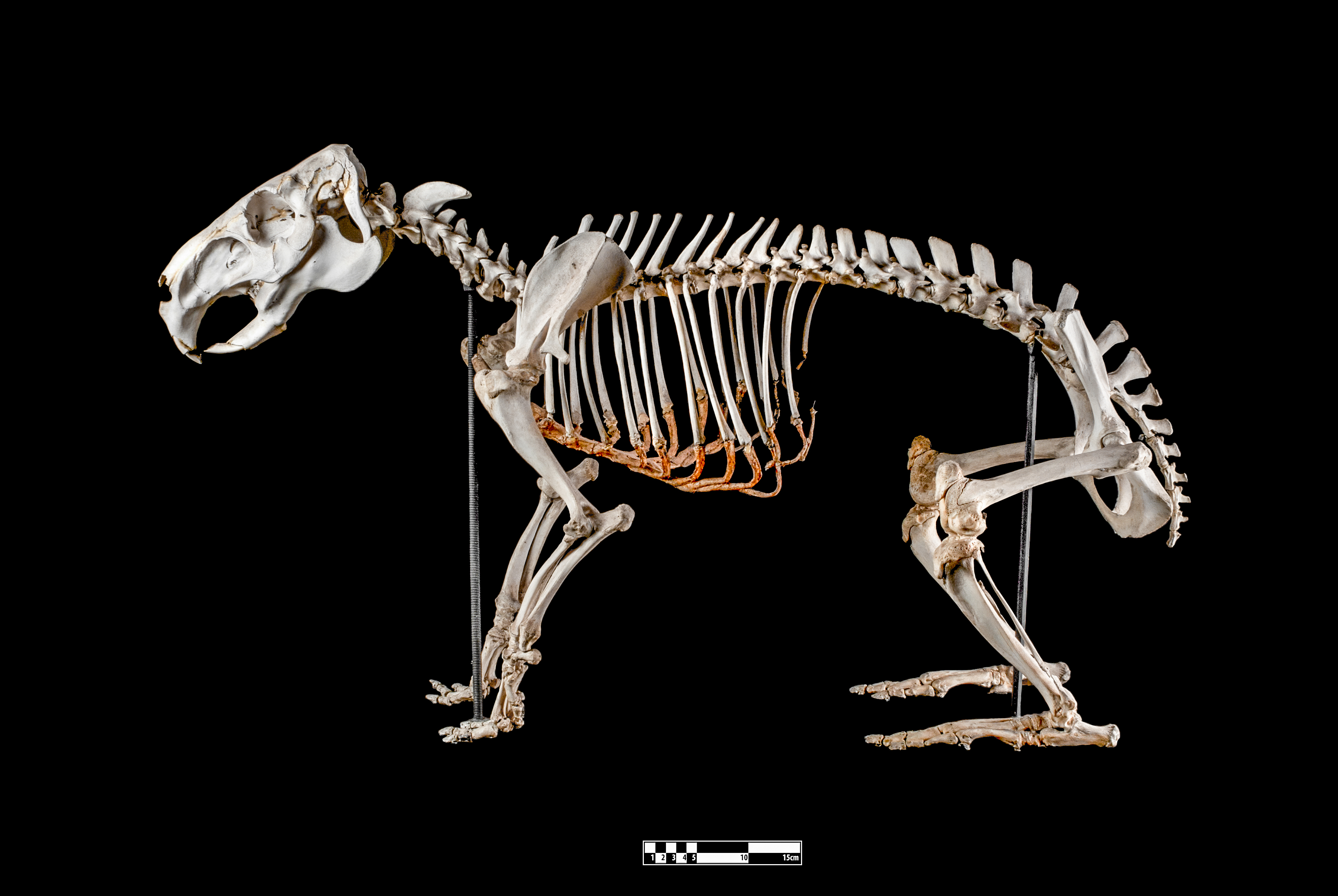
Скелет капібари

Довжина тіла дорослої капібари сягає 1—1,35 м, висота в загривку — 50—60 см. Самці важать 34—63 кг, самиці — 36—65,5 кг. Самиці, зазвичай, більші за самців.
Статура важка. Зовні капібара нагадує велетенську морську свинку. Голова велика, масивна, з широкою, тупою мордою. Верхня губа товста. Вуха короткі, палі (третій палець найдовший), задні — трипалі. Пальці сполучені невеликими плавальними перетинками й забезпечені короткими сильними кігтями. Тіло вкрите довгим (30—120 мм) жорстким волоссям; підшерсток відсутній. Забарвлення верхньої сторони тіла від рудувато-бурого або сіруватого, черева, як правило, жовтувато-буре. Молодняк забарвлений світліше. У статевозрілих самців на верхній частині морди розташована ділянка шкіри з численними крупними сальними залозами. У самиць 6 пар черевних сосків.

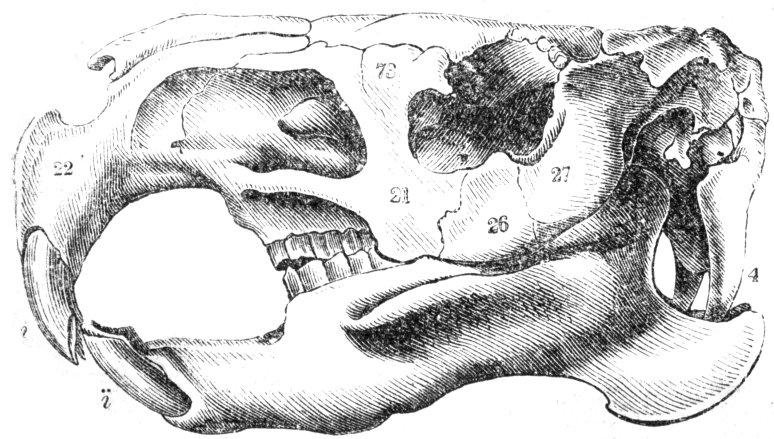
Череп капібари

Череп масивний, з широкими та сильними виличними дугами. Зубів 20. Різці широкі, мають подовжню борозенку на зовнішній поверхні. Як і в інших гризунів, у капібари вони постійно ростуть, щоб компенсувати постійне зношування через поїдання трави. Щокові зуби без коріння, ростуть протягом всього життя тварини. Мала і велика гомілкові кістки частково зростаються між собою. Ключиці немає.
Хромосом у диплоїдному наборі 66.

## Поширення
Капібара мешкає на берегах різноманітних водойм у тропічних і помірних частинах Південної Америки на схід від Анд — від Колумбії до Уругваю і північного сходу Аргентини (до 38°17' пд. ш., провінція Буенос-Айрес). Ареал включає басейни річки Ориноко, Амазонки і Ла-Плати. Основними чинниками, які обмежують розповсюдження, є температура повітря і води. У горах капібари зустрічаються до висоти 1300 м над рівнем моря.
У Панамі, північній Колумбії та північно-західній Венесуелі мешкає карликовий родич капібари — мала капібара (Hydrochoerus isthmius), що до 1991 року вважалася її підвидом. За розмірами мала капібара помітно менше звичайної.
У викопному вигляді представники родини капібарових відомі з верхнього міоцену. Всі види родини були поширені виключно в Південній і Північній Америці.

## Спосіб життя і харчування

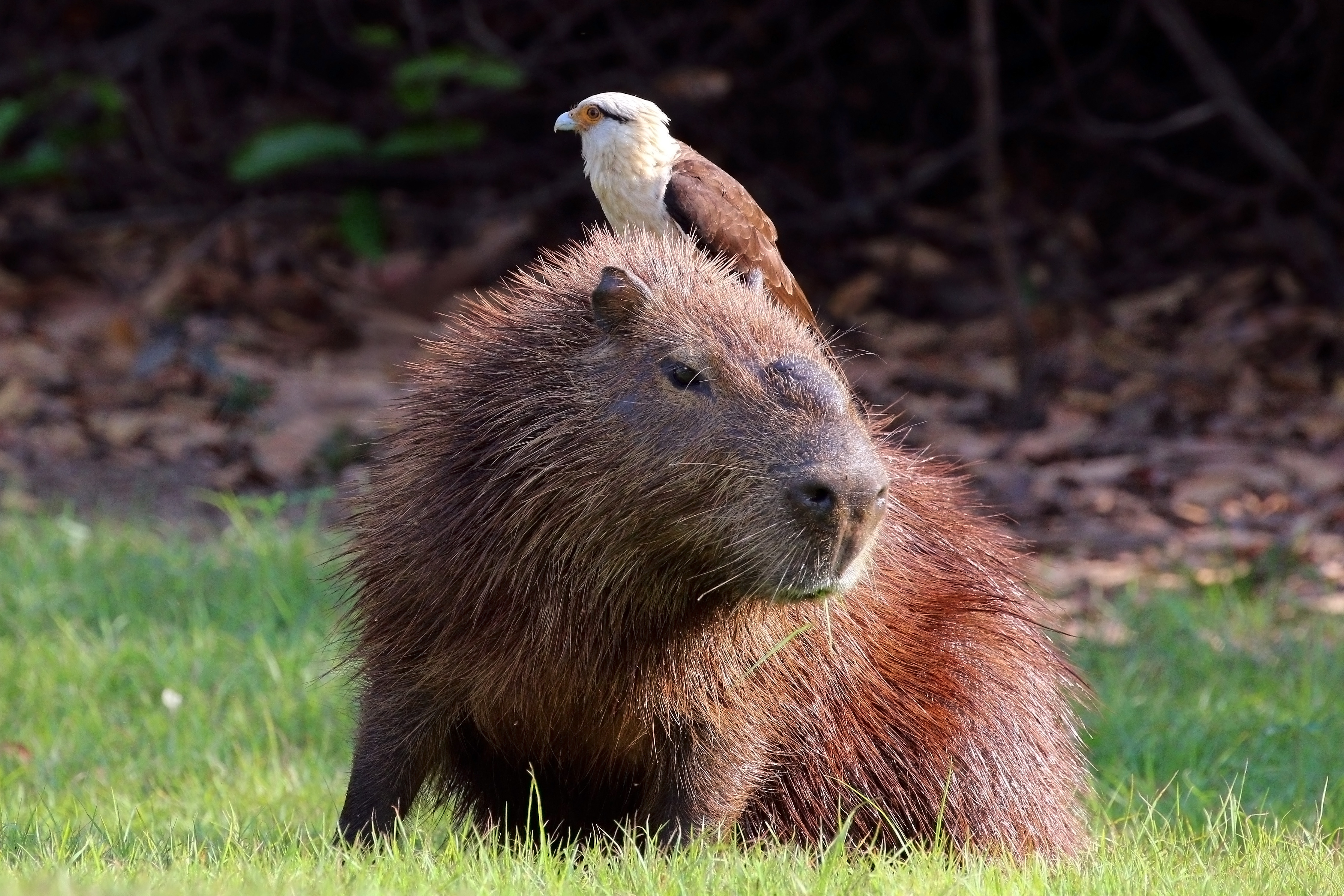
Хімахіма (Milvago chimachima), яка стоїть на спині капібари великої

Капібара мешкає переважно на низовинних ділянках на берегах річок і озер, в болотистих місцевостях, в манграх. Часто буває в антропогенних ландшафтах, особливо поблизу тваринних господарств. Найбільші популяції спостерігалися в сезонно затоплюваних частинах колумбійських та венесуельських степів Льянос і в бразильському Пантаналі (штат Мату-Гросу). Вона веде напівводний спосіб життя; від води рідко віддаляється більш ніж на 500—1000 м. Її розповсюдження пов'язане із сезонними коливаннями рівня води — під час сезону дощів капібари розбігаються по території, в сухий сезон скупчуються на берегах великих річок та інших постійних водоймищ і часто проходять у пошуках води й поживи значні відстані.

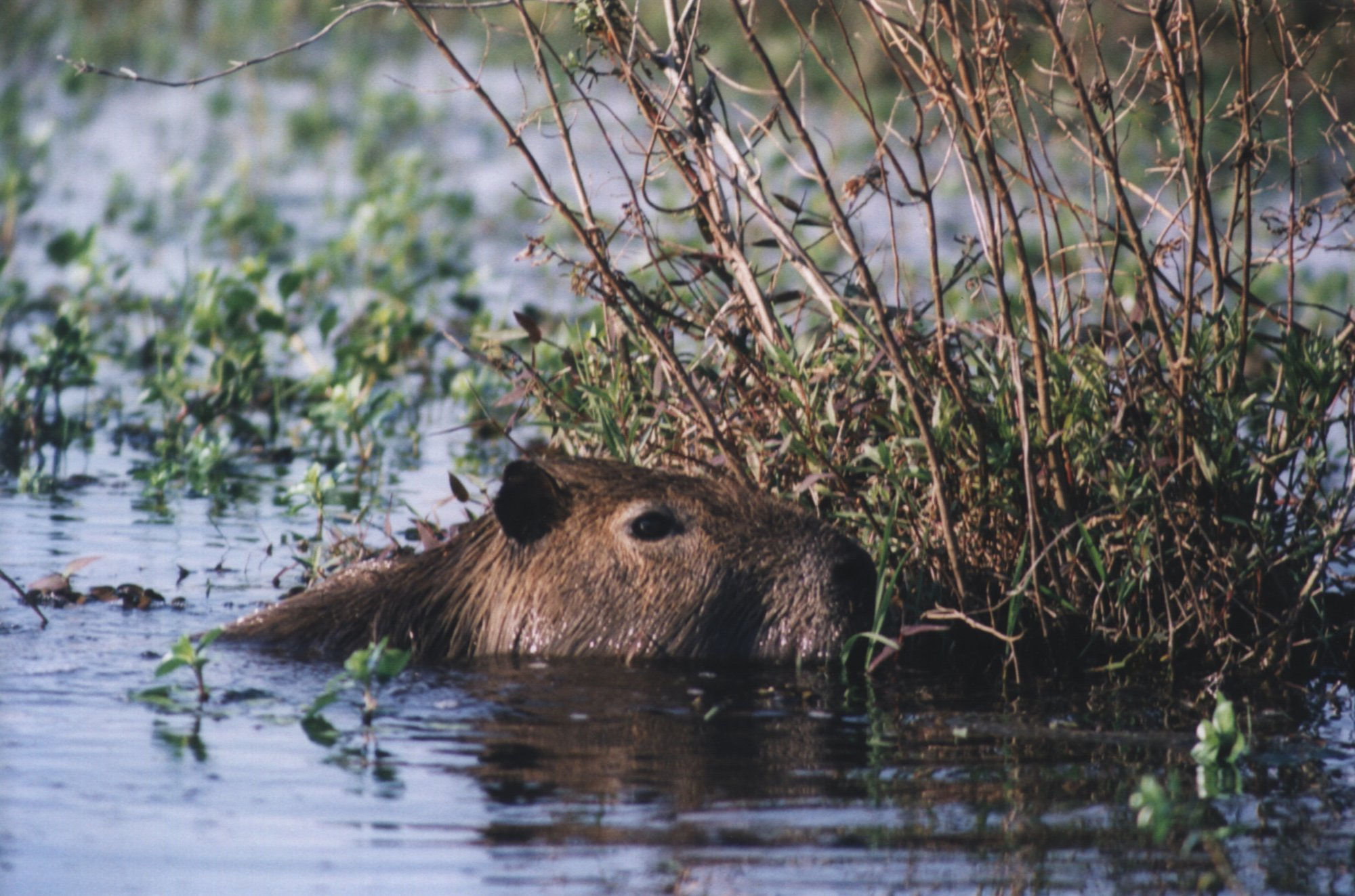
Капібара у воді

Капібара чудово плаває і пірнає; високе розташування на голові очей, вух і ніздрів дозволяє їй при плаванні тримати їх над водою. Зазвичай активна вранці й увечері, рідше вночі. Годується переважно увечері. У місцях, де її часто непокоять, переходить до нічного способу життя. Під час денної спеки відпочиває в неглибоких укриттях, на мілководді або затінених ділянках неподалік від води; приймає грязьові ванни. Нір і кубел не будує, лігво влаштовує прямо на землі.
Вже ранні автори описували в раціоні капібари різні прибережні та водні рослини, кору дерев і деякі злаки. Повідомлення Жоржа Бюффона і Александера Гумбольдта про те, що капібари поїдають рибу, пізніше не підтвердилися. Вони переважно вибирають рослини з високим вмістом білка. Судячи за залишками, які виявляються в посліді, у венесуельських льянос капібари віддають перевагу напівводним рослинам видів Reimarochloa acuta, Hymenachne amplexicaulis і леерсія (Leersia hexandra), у вологих саванах харчуються просом. У сухий сезон активно поїдає однорічну траву Paratheria prostrata і такі посухостійкі рослини, як аксонопус і Sporobolus indicus. Наприкінці дощового сезону до 16 % раціону займає осока. Повідомлялося, що в Уругваї капібари поїдають росичку, свинорой і квасеницю (Oxalis). Через звичку годуватися на полях зернових, цукрової тростини та баштанних культур капібара місцями розглядається як шкідник сільського господарства. У сухий сезон може становити харчову конкуренцію худобі. Доросла капібара може з'їдати до 3,6 кг трави на день.
Капібара — напівводна тварина, яка при небезпеці ховається у воді, пірнаючи або ховаючись серед водної рослинності та виставивши на поверхню тільки ніздрі. Відпочивати, проте, вона воліє на землі. Капібара може залишатися під водою до п'яти хвилин.
Капібари живуть 9—12 років, але в дикій природі вони зазвичай не живуть довше чотирьох років. Капібари легко одомашнюються і приручаються. Капібара не має здатності синтезувати вітамін С, тому капібарам, які живуть не в природі, треба його давати, щоб запобігти захворюванню ясен — цинги. Місцеве населення у всіх країнах, де мешкає тварина, не тільки вживає її м'ясо в їжу, але й тримає капібар як домашніх тварин.

## Соціальна структура і розмноження

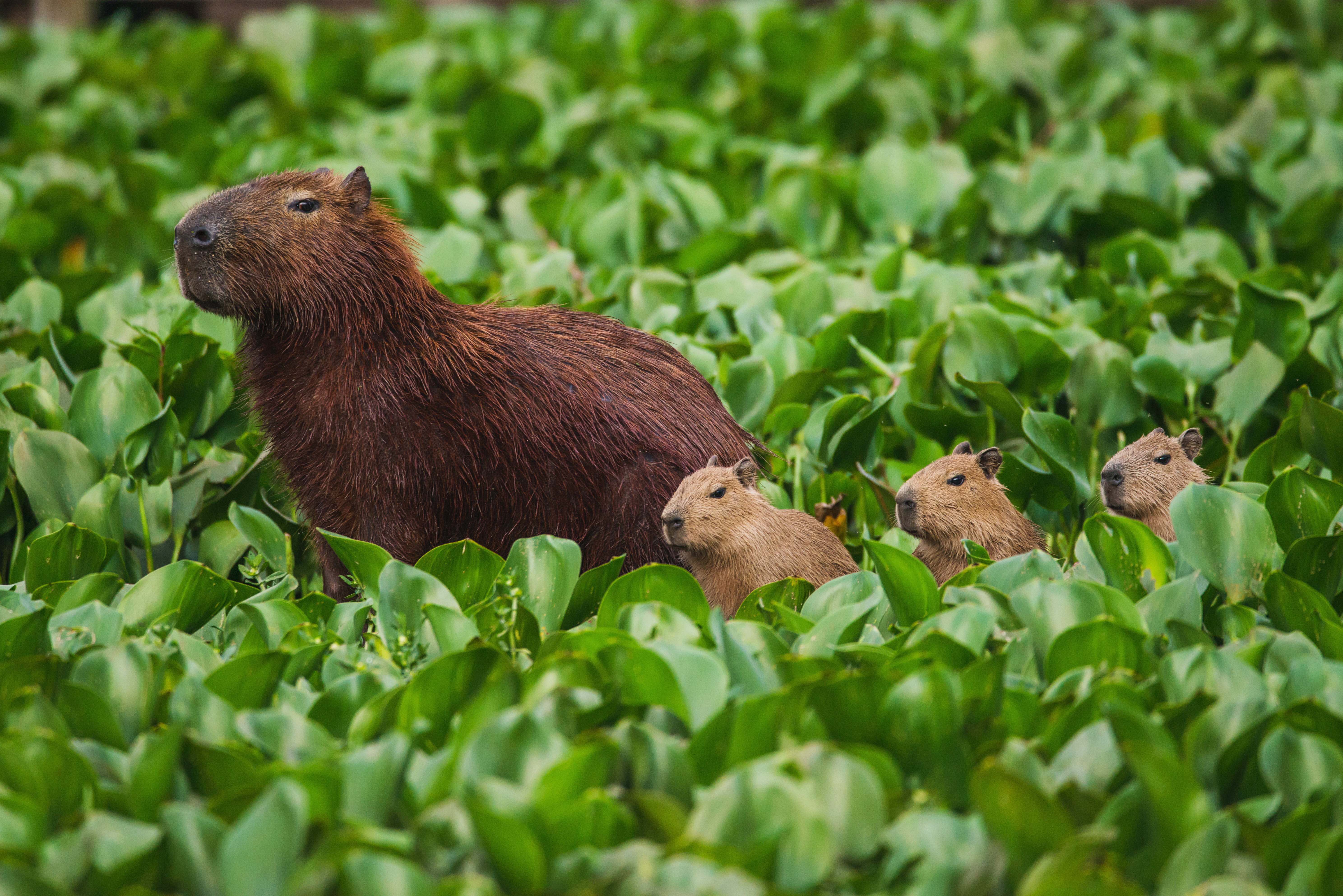
Капібари на річці Тіете, Бразилія

Капібари — соціальні тварини, які живуть групами з 10—20 особин. Групи складаються з панівного самця, кількох дорослих самиць (зі своєю внутрішньою ієрархією), дитинчат і підлеглих самців, які знаходяться на периферії групи. 5—10 % капібар, переважно самців, живуть поодинці. Домінантний самець часто виганяє з групи самців-конкурентів. Чим посушливіша місцевість, тим більші формуються групи; у посуху навколо водойм іноді скупчується до кількох сотень особин. Стадо капібар у середньому займає територію площею близько 10 га, велику частину часу, проте, вони проводять на ділянці площею менше 1 га. Ділянка мітиться виділеннями носових і анальних залоз; між постійними мешканцями ділянки й прибульцями часто виникають конфлікти.

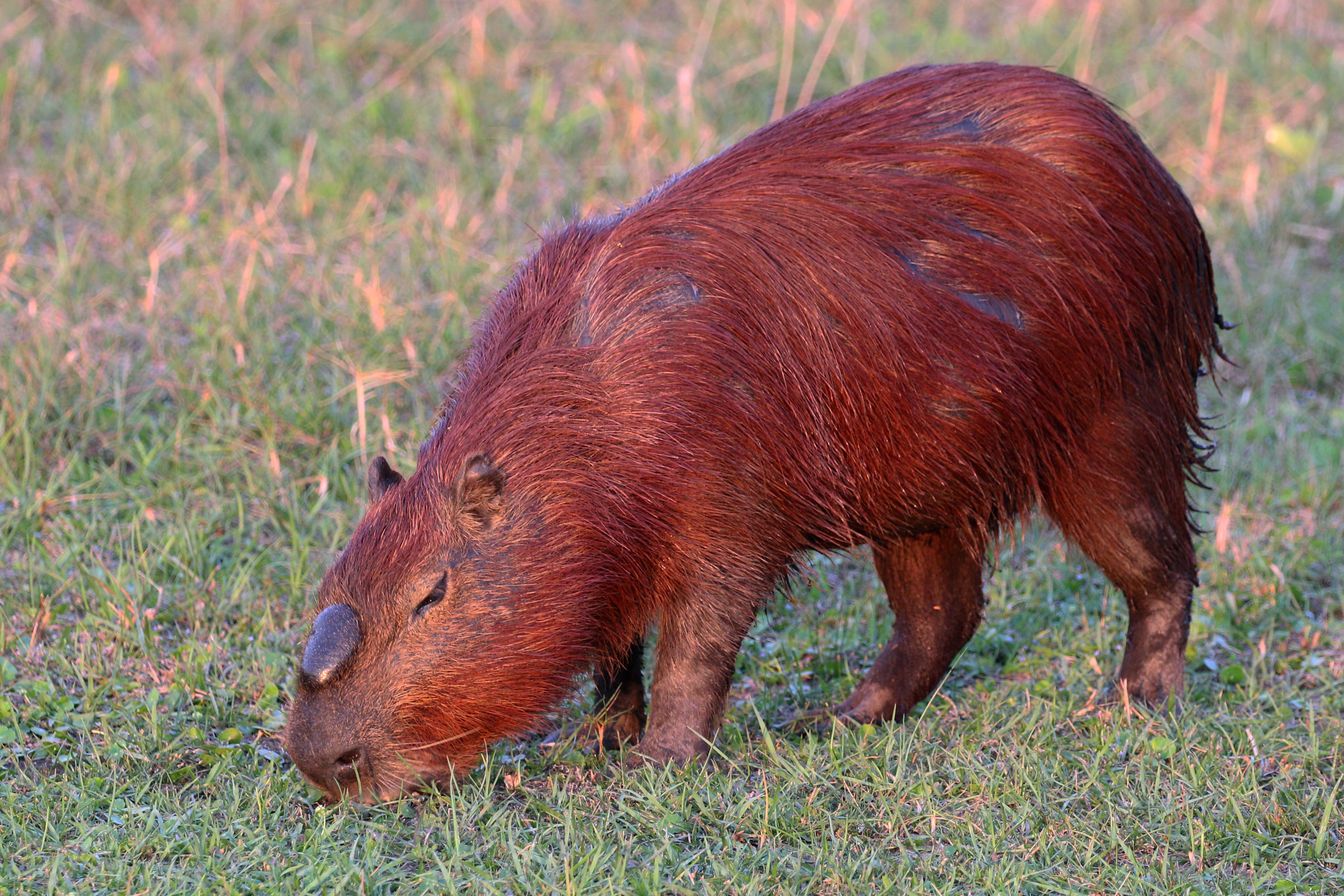
Самці капібар мають нюхову залозу на морді

Спілкуються ці тварини за допомогою свисту, клацальних і гавкальних звуків, а також запаху виділень нюхової залози, яка розташована у самців на морді. Під час шлюбного сезону самці мітять рослинність, щоб привернути увагу самок.
Капібари здатні розмножуватись цілорічно, хоча спаровування зазвичай відбувається на початку дощового сезону (квітень і травень у Венесуелі; жовтень і листопад у Мату-Гросу (Бразилія). Спаровування відбувається у воді. Вагітність триває близько 150 днів, більшість пологів припадають на вересень — листопад (Венесуела). Пологи відбуваються на землі, а не в укриттях. Самиця приносить 2—8 дитинчат, які народжуються з шерстю, розплющеними очима і зубами, які прорізаються. Новонароджені важать близько 1,5 кг. Всі самки в групі доглядають за новонародженими, які незабаром після народження вже можуть слідувати за матір'ю і харчуватися травою. Годування молоком триває до 3—4 місяців. Дитинчата годуються будь-якою самицею з групи, що неприпустимо для багатьох інших груп тварин. У рік за сприятливих умов буває до 2—3 послідів, але переважно самка приносить тільки один приплід на рік.
Статевозрілими капібари стають у віці 15—18 місяців, досягнувши ваги 30—40 кг.

## Збереження та взаємодія з людиною

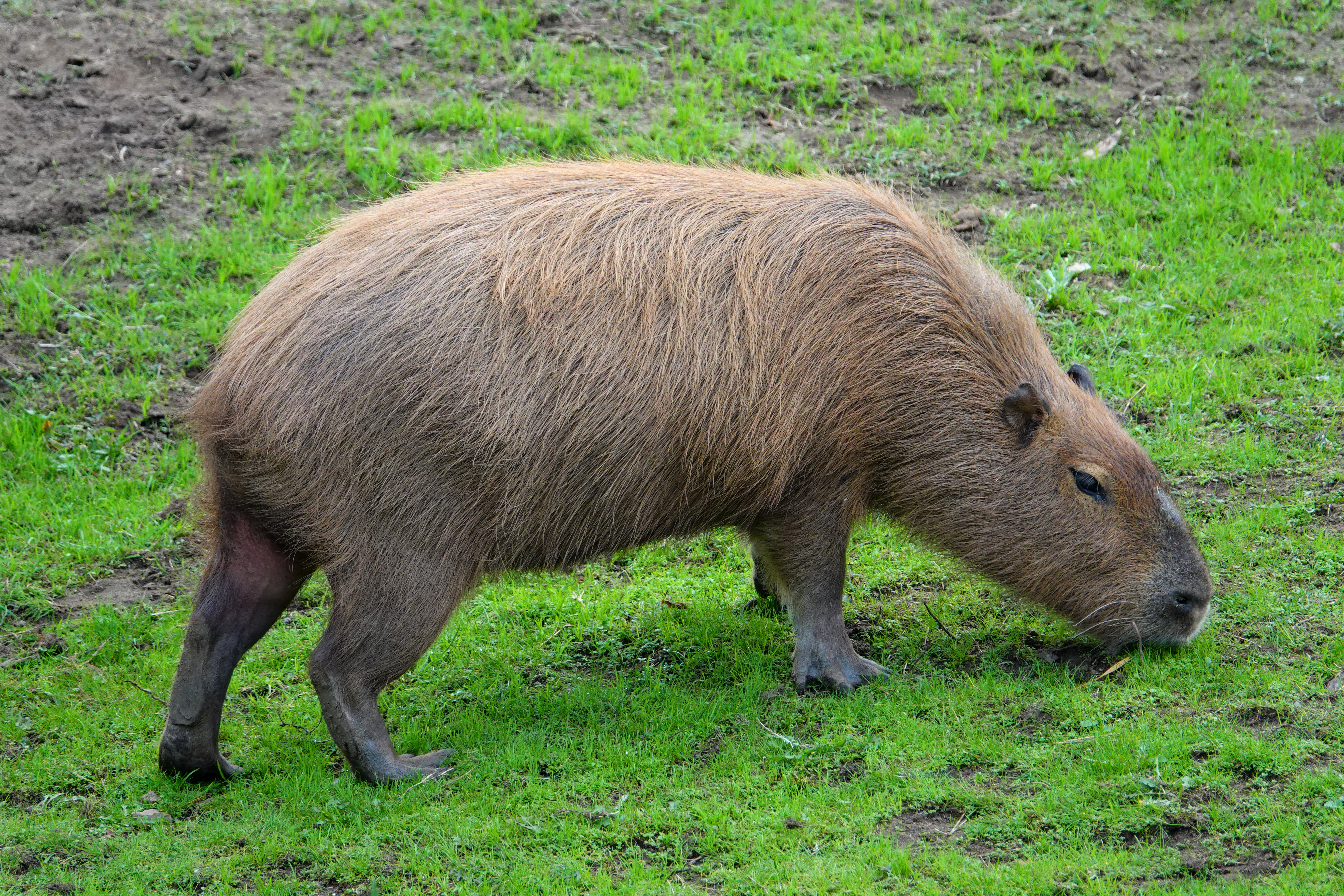
Пасеться у вольєрі зоопарку Сан-Франциско

Капібари не вважаються видом, який перебуває під загрозою зникнення; їхня популяція стабільна на більшій частині їхнього південноамериканського ареалу, хоча в деяких районах полювання зменшило їхню чисельність. На капібар полюють заради їхнього м'яса та шкурок у деяких районах, а в інших випадках їх вбивають люди, які розглядають їхній випас як конкуренцію для худоби. У деяких районах їх розводять на фермах, що забезпечує захист водно-болотних біотопів. Їх виживанню сприяє здатність до швидкого розмноження.
Капібари добре пристосувалися до урбанізації в Південній Америці. Їх можна знайти в багатьох районах у зоопарках і парках, і вони можуть прожити до 12 років у неволі, що більш ніж удвічі перевищує тривалість їхнього життя в дикій природі. Капібари слухняні й зазвичай дозволяють людям гладити й годувати їх з рук, але фізичний контакт не рекомендується, оскільки їхні кліщі можуть бути переносниками плямисто гарячки Скелястих гір. Європейська асоціація зоопарків та акваріумів попросила Парк Друзіллас в Альфрістон, Сассекс, Англія, вести племінну книгу капібар для моніторингу популяцій у неволі у Європі. Книга містить інформацію про всі народження, смерті та переміщення капібар, а також про те, як вони пов'язані між собою.
У Південній Америці капібар розводять заради м'яса та шкур. М'ясо вважається непридатним для вживання в їжу в деяких районах, в той час як в інших районах воно вважається важливим джерелом білка. У деяких частинах Південної Америки, особливо у Венесуелі, м'ясо капібари популярне під час Великого посту і у Страсний тиждень, оскільки католицька церква раніше видала спеціальний дозвіл на його вживання, в той час як інші види м'яса загалом заборонені. Після кількох спроб була отримана Папська булла 1784 року, яка дозволила споживання капібари під час Великого посту. У Венесуелі поширена думка, що споживання капібар є винятково заняттям сільського населення.
Хоча в деяких штатах це незаконно, капібар іноді утримують як домашніх тварин у Сполучених Штатах Америки. Утримання капібар є незаконним в наступних штатах Аляска, Каліфорнія, Колорадо, Коннектикут, Джорджія, Іллінойс, Массачусетс, Нью-Йорк, Орегон і Вермонт.

### Стан популяції
Основними природними ворогами капібари є анаконди і каймани у воді та ягуари на суходолі. На дитинчат капібар полюють хижі птахи, такі як гриф-урубу (Coragyps atratus), і здичавілі собаки.
Капібара не належить до видів, які знаходяться під загрозою та охороняються. Сільськогосподарське освоєння земель і створення пасовищ часто йде капібарам на користь, забезпечуючи їх кормом і водою під час посух. Як наслідок, кількість капібар у районі пасовищ може бути вище, ніж на неосвоєних ділянках. Найбільша щільність популяцій оцінюється у 2—3,5 особи/га.
Капібар у напівдикому стані розводять на спеціальних фермах для отримання м'яса і шкіряних виробів; їх також використовують як джерело жиру для потреб фармацевтики. М'ясо капібар смаком і зовнішнім виглядом нагадує свинину.
Встановлено, що капібари є природними резервуарами плямистої гарячки Скелястих Гір у штатах Сан-Паулу, Ріо-де-Жанейро і Мінас-Жерайс (Бразилія). Хвороба передається людям через іксодового кліща, який паразитує у тому числі й на капібарах, які заходять в населені райони, на пасовища тощо.

## Капібари у культурі

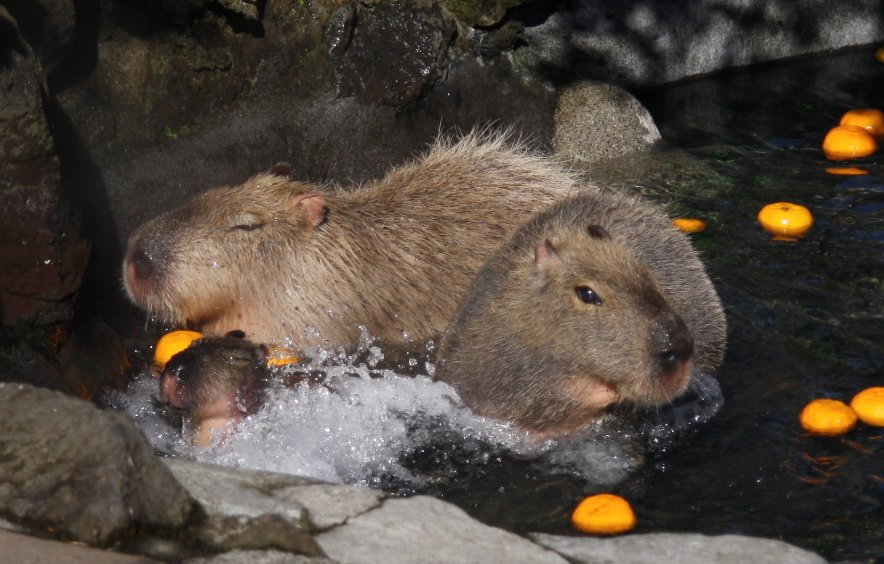
Капібари у зоопарку Ідзу-Сяботен

У 1982 році в зоопарку Ідзу-Сяботен в Іто, Сідзуока, Японія, працівник, який чистив вольєр капібар струменем гарячої води, помітив, що тварини туляться одна до одної в теплій калюжі. Узимку шкіра капібар стає грубою і сухою. Дикі капібари живуть у жаркому вологому кліматі, і багато часу проводять під водою. Купання в гарячих джерелах благотворно впливає на їхню шкіру у холодні зими. З наступної зими співробітники заготовляли для капібар ванну з юзу. Відтоді інші зоопарки Японії запозичили цю методику. Починаючи з 2020 року, відео з капібарами у гарячих джерелах активно поширюються в Інтернеті в соціальних мережах, таких як Twitter і YouTube, і набирають мільйони переглядів. Капібари вплинули на створення аніме-персонажа, на ім'я Kapibara-san, м'яких іграшок та лінійки інших заходів мерчендайзингу.
У серпні 2021 року аргентинські та міжнародні ЗМІ повідомили, що капібари створюють серйозні проблеми для мешканців Нордельта, заможного котеджного містечка на північ від Буенос-Айреса, побудованого на водно-болотних угіддях. Це надихнуло користувачів соціальних мереж жартома прийняти капібару як символ класової боротьби і комунізму. Поширення мемів з капібарами пов'язують з піснею «After Party» американського репера Дона Толівера, яку він випустив у 2020 році.
У 2024 році в Сент-Огастіні, штат Флорида, відкрилося кафе «Capybara», яке дозволяє відвідувачам контактувати з гризунами та чухати їм голови.